# Natal Challenger 1993
Il Natal Challenger 1993 è stato un torneo di tennis facente parte della categoria ATP Challenger Series nell'ambito dell'ATP Challenger Series 1993. Il torneo si è giocato a Natal in Brasile dal 13 al 19 settembre 1993 su campi in terra rossa.

## Vincitori

### Singolare
Jaime Oncins ha battuto in finale  Marcelo Ingaramo con il punteggio di 3–6, 6–2, 6–3

### Doppio
Stephen Noteboom /  Jack Waite hanno battuto in finale  Luiz Mattar /  Jaime Oncins con il punteggio di 4–6, 6–0, 6–3